# Bāl Rū
Bāl Rū (persiska: بال رو, بال رود) är en ort i Iran.   Den ligger i provinsen Kohgiluyeh och Buyer Ahmad, i den centrala delen av landet, 500 km söder om huvudstaden Teheran. Bāl Rū ligger 1 230 meter över havet och antalet invånare är 452.
Terrängen runt Bāl Rū är huvudsakligen bergig, men den allra närmaste omgivningen är kuperad. Bāl Rū ligger nere i en dal. Runt Bāl Rū är det ganska glesbefolkat, med 38 invånare per kvadratkilometer. Närmaste större samhälle är Ābzīr, 10,9 km öster om Bāl Rū. Omgivningarna runt Bāl Rū är i huvudsak ett öppet busklandskap.